# Zbiornik Wilujski

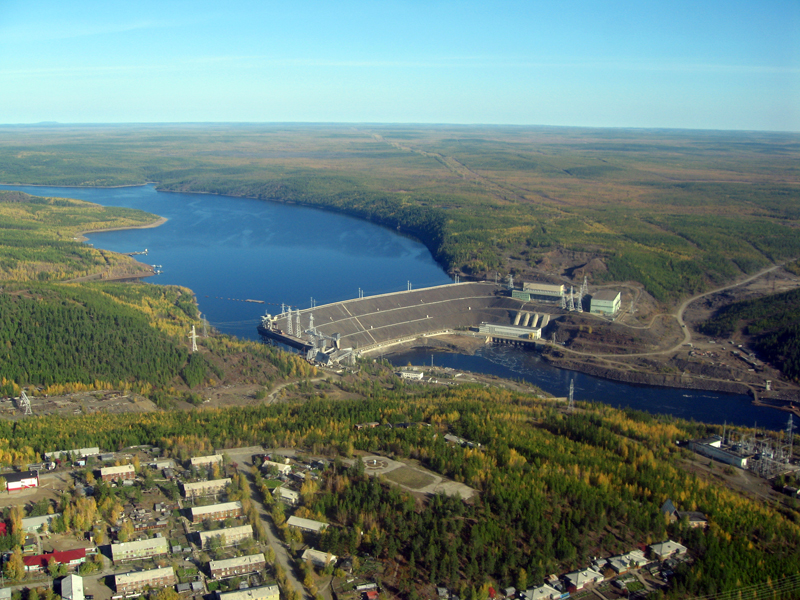
Zbiornik Wilujski z lotu ptaka

Zbiornik Wilujski (ros. Вилюйское водохранилище) – zbiornik wodny w azjatyckiej części Rosji (Jakucja) na rzekach Wiluj i Czona.
Leży we wschodniej części Wyżyny Środkowosyberyjskiej; powierzchnia 2360 km²; długość (wzdłuż Czony i Wiluja) 400 km, szerokość do 15 km; średnia głębokość 8 m; pojemność 40,4 km³. Powstał w wyniku zbudowania zapory Wilujskiej Elektrowni Wodnej na Wiluju. Wykorzystywany do regulacji przepływu rzeki, żeglugi i rybołówstwa. 